# Caserma Ermanno Carlotto
La caserma Ermanno Carlotto (in cinese 鳴海  Mínghǎi) era il principale edificio delle forze armate italiane a Tientsin.

## Storia

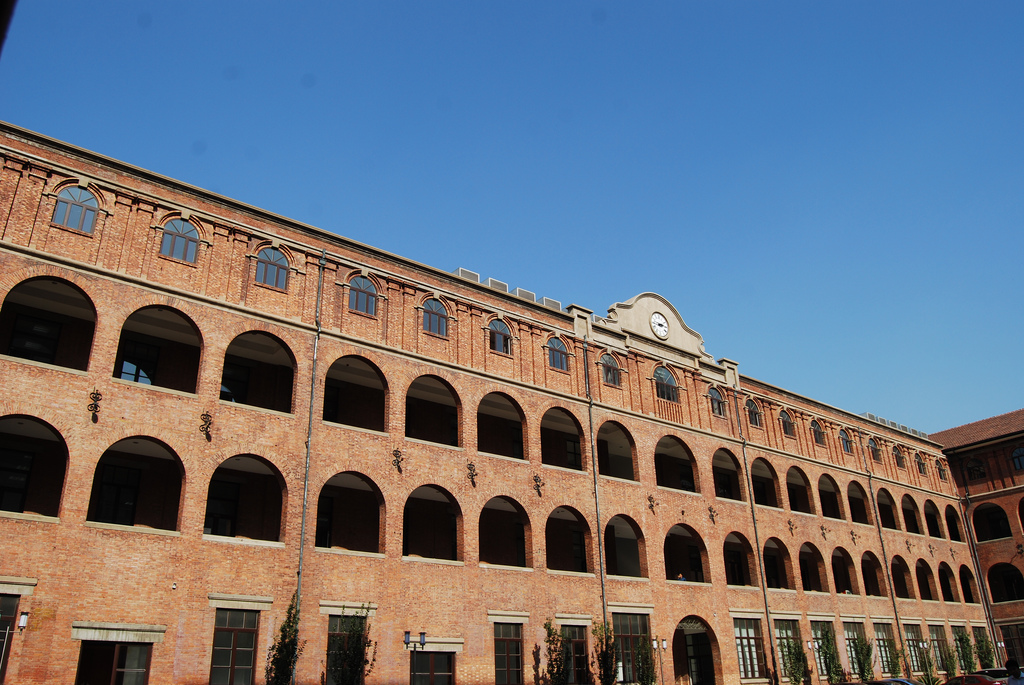
L'ex caserma Ermanno Carlotto, oggi

Era dedicata al sottotenente di vascello Ermanno Carlotto che nel giugno 1900, durante la rivolta dei Boxer, diede la vita difendendo, insieme ad altri 20 marinai italiani, la città di Tientsin. Questo gesto gli valse la Medaglia d'Oro al Valor Militare alla memoria.
La struttura militare era inizialmente una baracca in legno adibita a ricovero per il Corpo di spedizione italiano in Cina.  Nel 1919 la struttura fu destinata ad ospitare i soldati "irredenti" della Legione Redenta di Siberia.
Successivamente agli interventi di ammodernamento che si susseguirono negli anni venti nella Concessione italiana di Tientsin, la caserma venne ampliata ed inaugurata nell'aprile 1926: essa accoglieva i 600 uomini del Reggimento San Marco. Inaugurata dal ministro d'Italia in Cina Vittorio Cerruti, il 18 aprile 1928 fu visitata non ufficialmente dall'ex imperatore cinese Pu Yi e il 21 aprile 1933, durante il Natale di Roma, da Edda Ciano.
Occupata il 10 settembre 1943 dai giapponesi, nel 1947 passò al governo della Repubblica Cinese e poi, definitivamente, al governo della Repubblica Popolare Cinese nel 1949.
Tuttora ospita una divisione della Polizia armata del popolo.